# Dolmen von La Betoulle

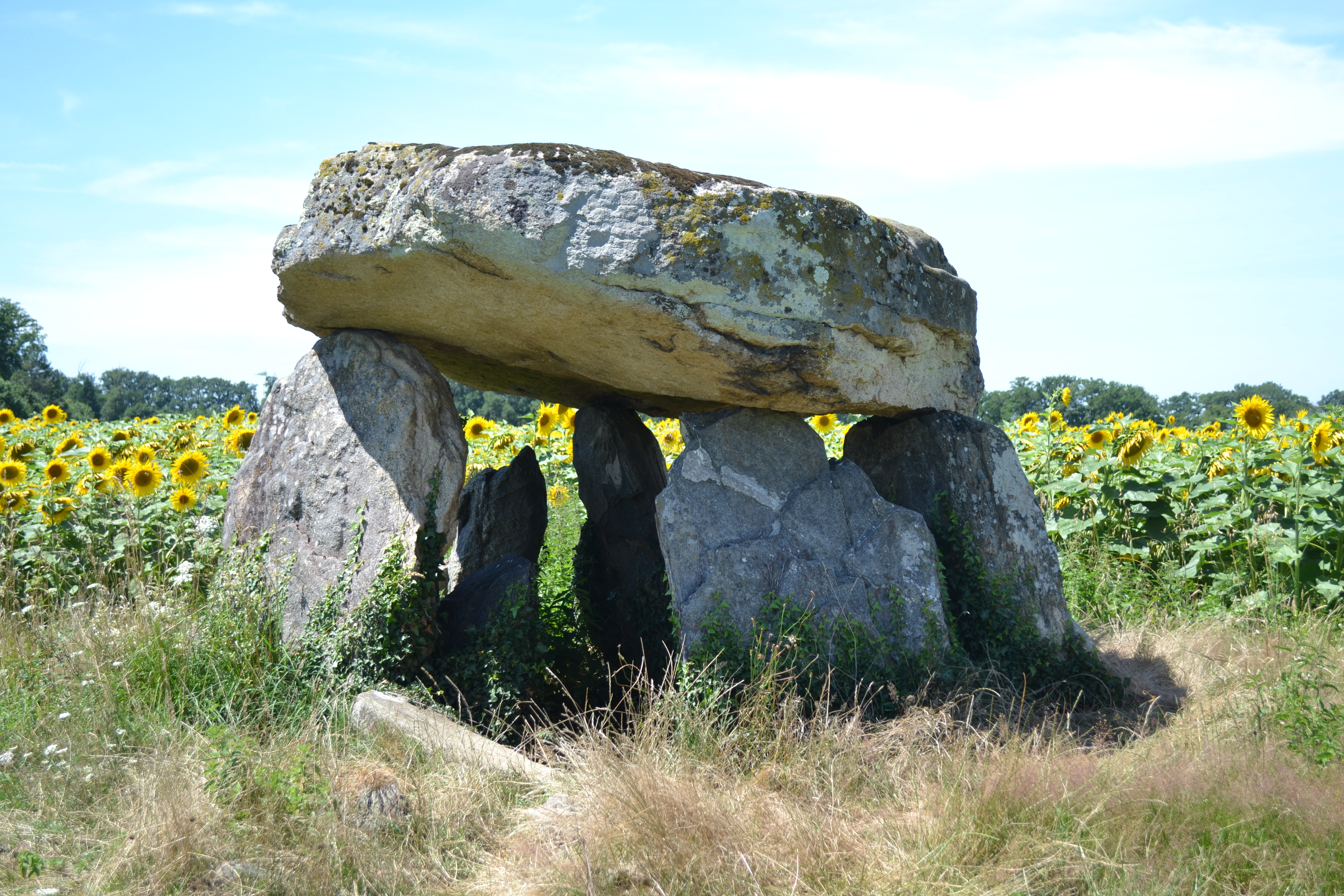
Dolmen von La Betoulle

Die vier Dolmen von La Betoulle liegen beiderseits einer Straße, westlich des Weilers La Betoulle, südlich von Berneuil im Département Haute-Vienne in Frankreich. Dolmen ist in Frankreich der Oberbegriff für neolithische Megalithanlagen aller Art (siehe: Französische Nomenklatur).
Die vier Dolmen bildeten ein enges Trapez. Dolmen Nr. 1, 3 und 4 sind stark ruiniert, während der rekonstruierte Dolmen Nr. 2 noch steht. Sein abgebrochener Deckstein liegt über sechs Tragsteinen, misst 3,6 × 3,4 m und weist eine tiefe Rille auf. Er bedeckt eine Kammer von etwa 3,0 × 2,0 m. Einige der sechs Tragsteine sind aus Fragmenten zusammengesetzt worden.

Dolmen von La Betoulle
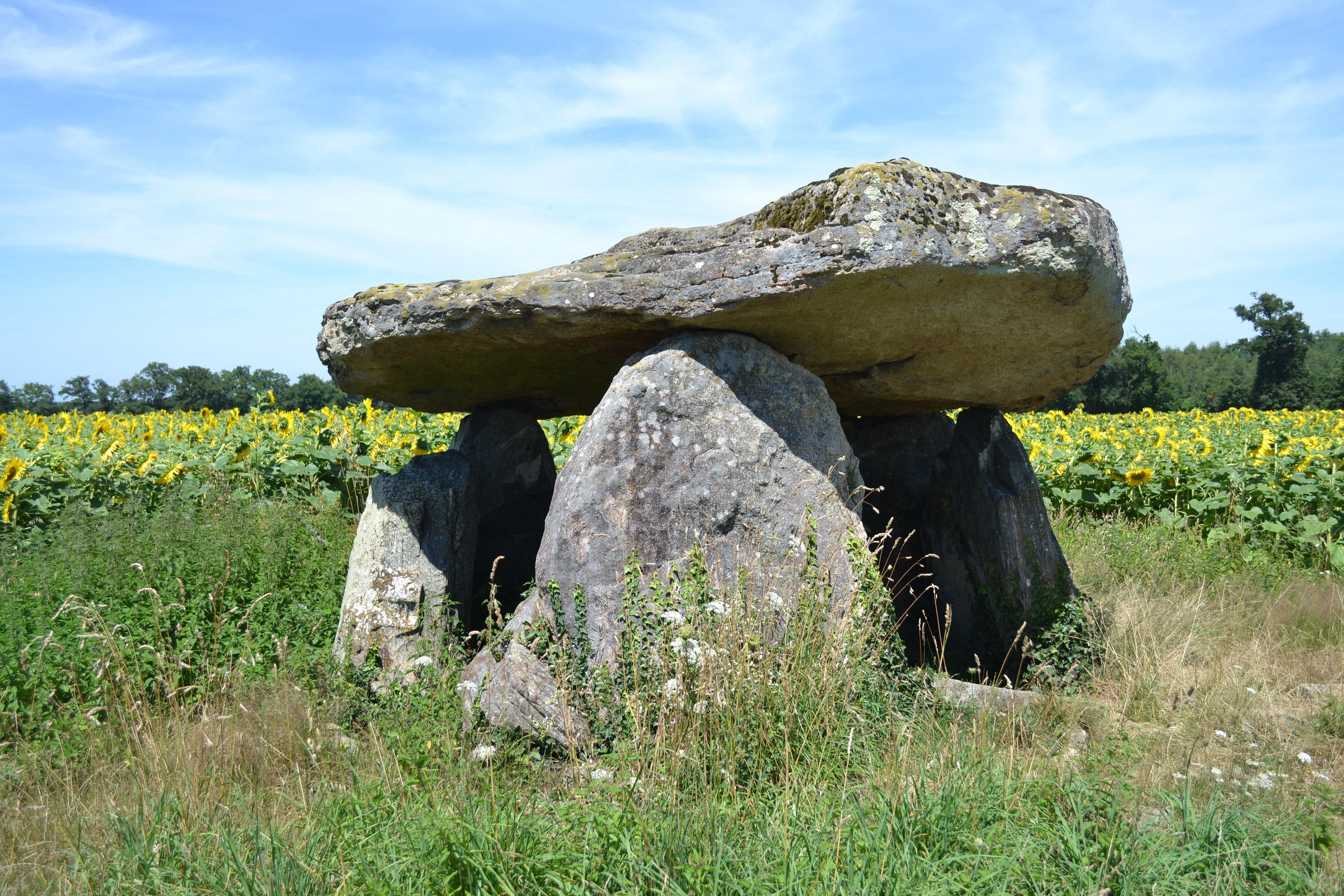
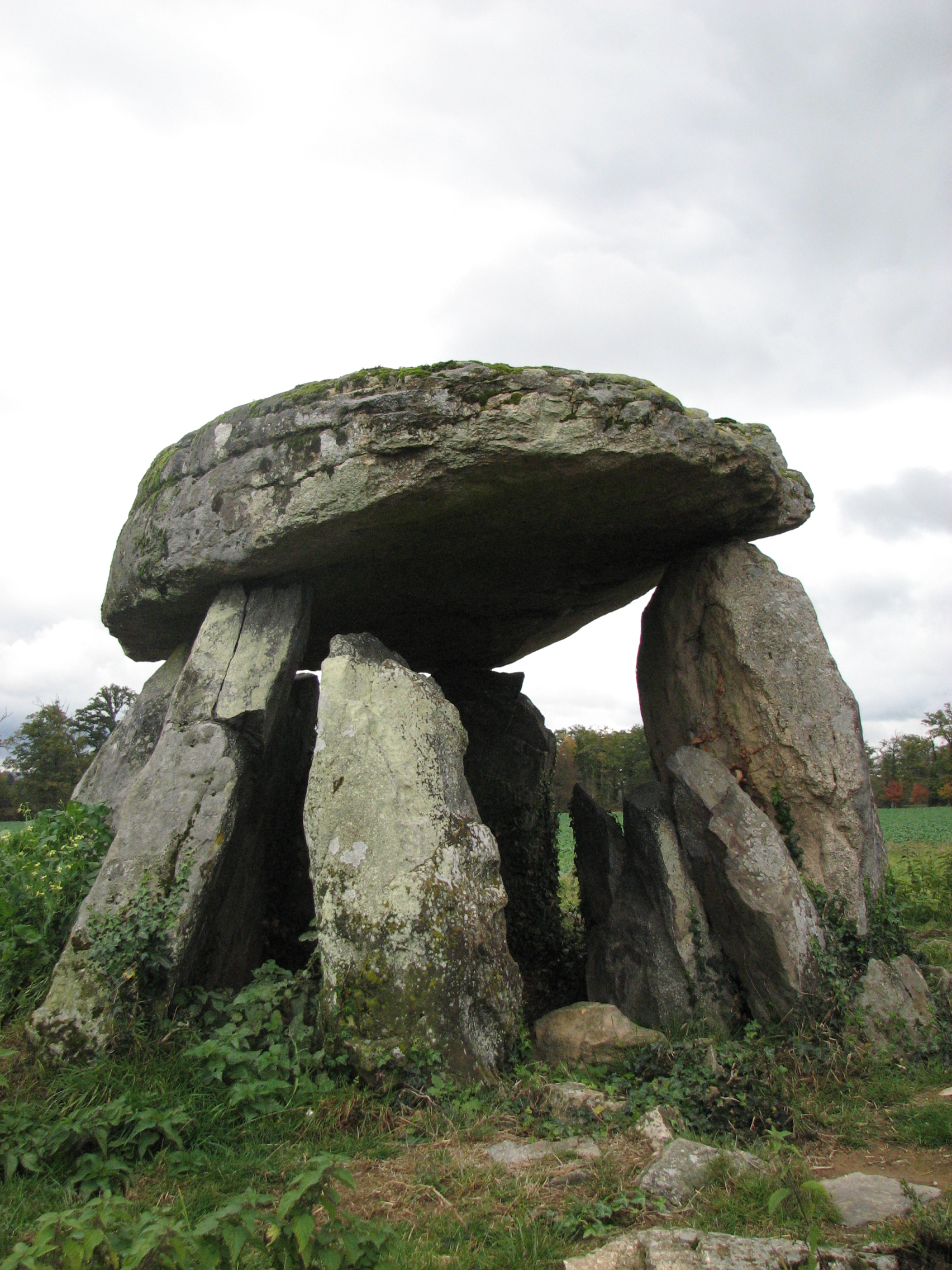
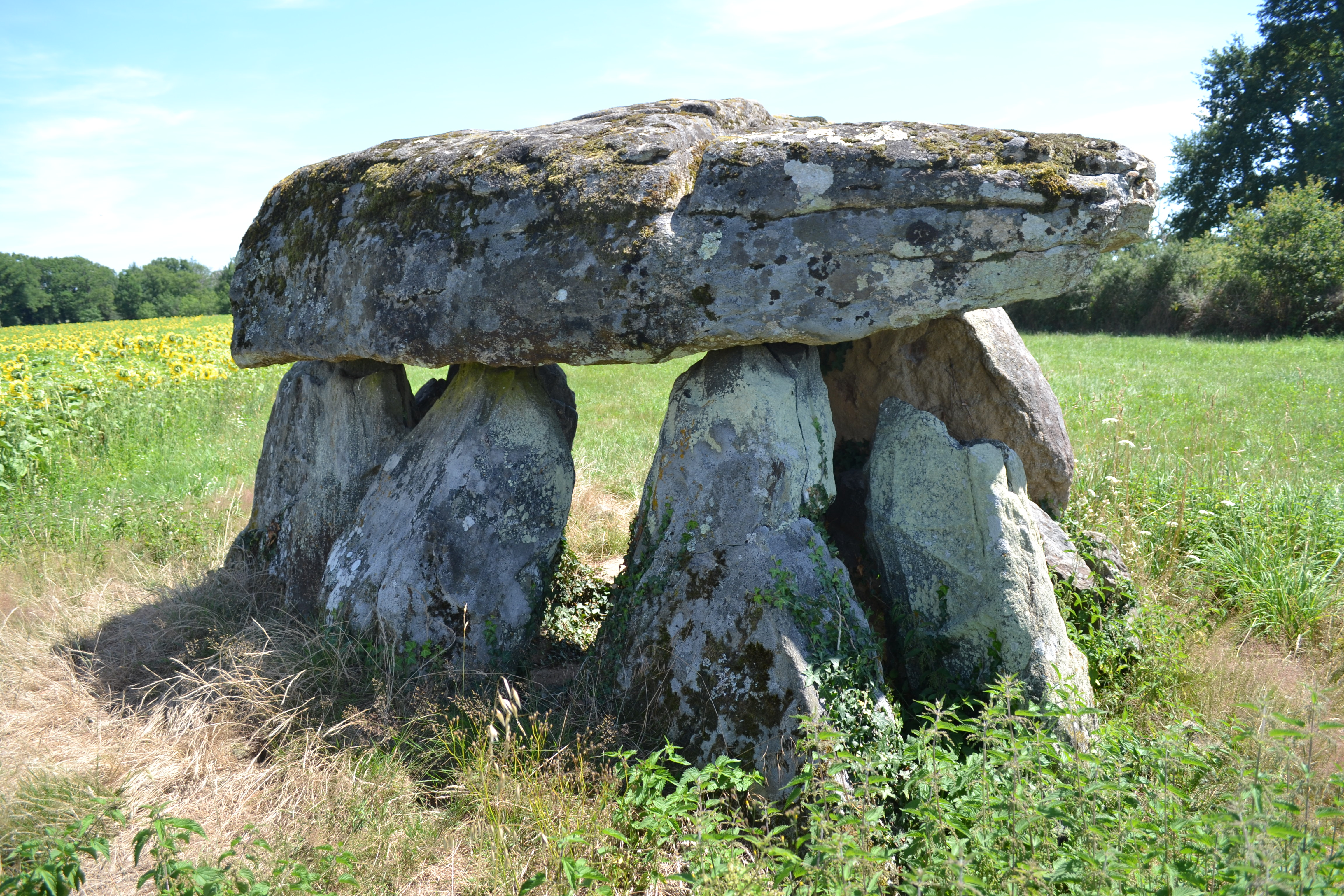

Die Dolmen sind seit 1982 als Monument historique  eingetragen.